# Ponte di Pakokku
Il ponte di Pakokku (in birmano ပခုက္ကူ တံတား), conosciuto anche come ponte Ayeyawady (ဧရာဝတီတံတား) dal nome del fiume attraversato e della città in cui si trova, è un ponte stradale e ferroviario della Birmania che attraversa il fiume Irrawaddy, collegando la città di Pakokku sulla sponda destra con la Regione di Mandalay sulla sponda sinistra.

## Storia
Il ponte di Pakokku fa parte del progetto dell'autostrada trilaterale India-Birmania-Thailandia, una infrastruttura stradale lunga complessivamente 1360 chilometri con la funzione di unire con una strada senza interruzioni India, Bangladesh, Birmania e Thailandia. È inoltre uno dei 14 ponti sul fiume Irrawaddy la cui costruzione è iniziata alla fine del XX secolo. Prima di allora l'unico ponte che permetteva l'attraversamento del fiume era il vecchio Ponte di Ava, costruito dai britannici nel 1934.
La costruzione del ponte di Pakokku è iniziata nel 2009. Il progetto strutturale del ponte è stato sviluppato dalla società cinese China Railway Major Bridge Reconnaissance & Design Institute (BRDI). Il ponte è stato aperto al traffico il 31 dicembre 2011.

## Descrizione

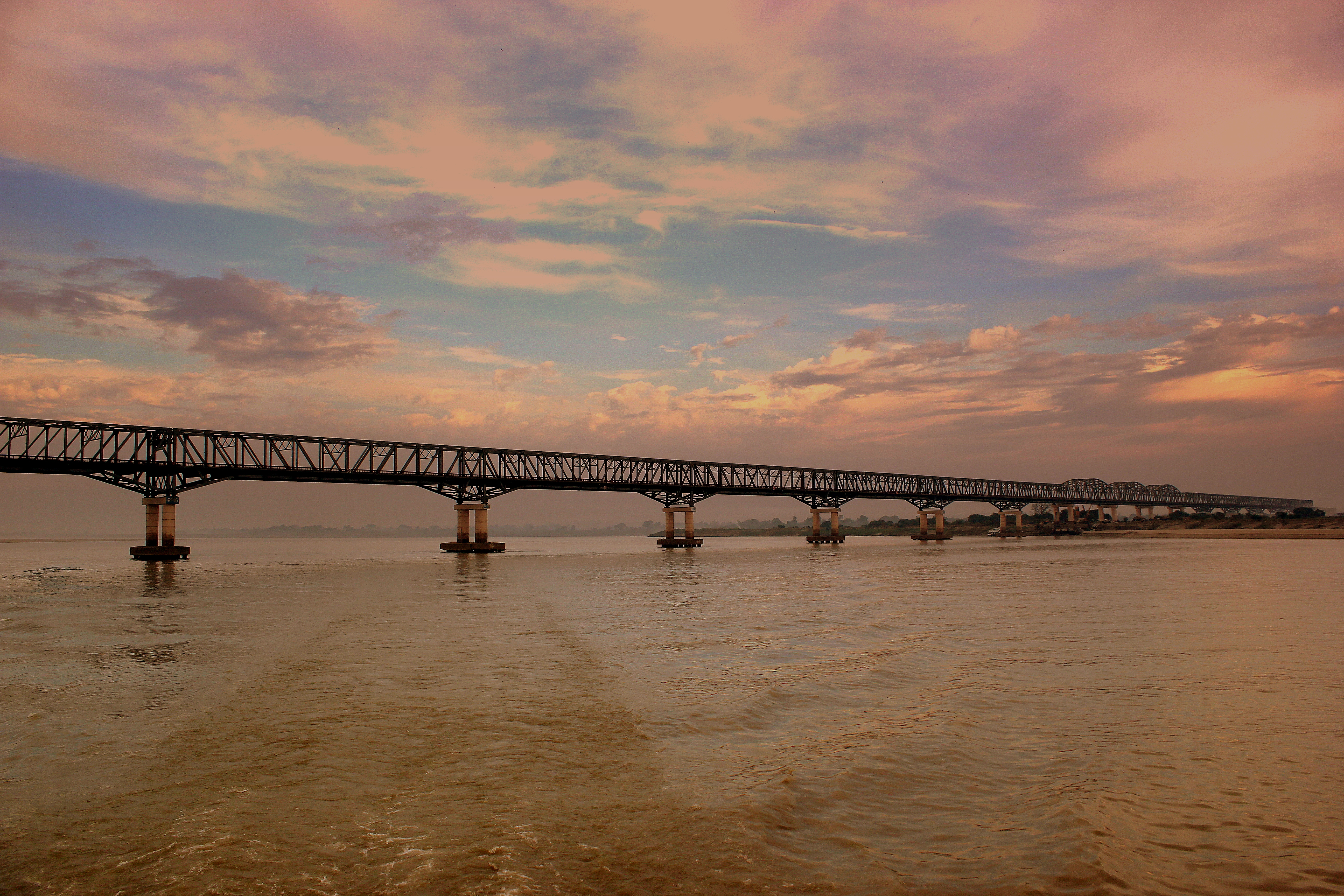
Il ponte visto da un traghetto

Il ponte di Pakokku attraversa il fiume Irrawaddy in corrispondenza della città di Pakokku, circa 30 chilometri a monte dell'antica città di Bagan, ed è il ponte più lungo della Birmania. Il ponte vero e proprio è lungo 3 478 metri (11 431 piedi), mentre considerando anche le rampe di accesso la strada carrabile ha una lunghezza di 3 821 metri (12 537 piedi) e la ferrovia di 5 919 metri (19 403 piedi).
La struttura portante del ponte è costituita da una travatura reticolare in acciaio che poggia su una serie di piloni in calcestruzzo armato. La luce massima tra due piloni è di circa 80 metri (262 piedi), mentre l'altezza libera tra l'impalcato e il livello del fiume è di circa 15,8 metri (52 piedi).
L'impalcato ospita una carreggiata stradale con due corsie carrabili (una per senso di marcia) larga complessivamente 8,5 metri, un binario ferroviario largo 4,3 metri e due marciapiedi pedonali di un metro di larghezza sui due lati esterni della struttura, per una larghezza complessiva dell'impalcato di circa 15 metri. La struttura è in grado di sopportare il passaggio di treni e veicoli fino a 75 tonnellate di peso.